# Kristina Bille
Kristina Bille (født 3. april 1986 i Hvalpsund, Farsø) er en tidligere dansk håndboldspiller. Fra efteråret 2011 og til foråret 2012 spillede hun for den slovenske klub Krim Ljubljana.  Hun har deltaget i flere slutrunder for det danske landshold.
Tidligere spillede hun for Viborg HK, RK Krim, Skive fH, Aalborg DH og Larvik HK.